# 4387 Tanaka
4387 Tanaka este un asteroid din centura principală, descoperit pe 19 septembrie 1973 de Cornelis van Houten și Tom Gehrels.